# Jack (film 2004)
Jack è un film televisivo del 2004 diretto da Lee Rose e tratto dal romanzo omonimo di A. M. Homes.

## Trama
Jack è un ragazzo quindicenne nel pieno della pubertà. Quando i suoi genitori divorziano, il suo mondo comincia a crollare. Durante una gita a pesca con il padre, Jack viene a sapere che suo padre ha intrapreso una relazione con un uomo. Il ragazzo diventa ben presto vittima di bullismo a scuola quando gli altri studenti scoprono questo fatto.
Anche il miglior amico di Jack, Max, ha dei problemi perché sua madre viene ripetutamente picchiata dal padre. Jack è innamorato di una sua amica, Maggie, e scopre che anche suo padre è gay. Alla fine, Jack impara ad accettare suo padre e la sua omosessualità.

## Riconoscimenti
- 2005 - Premi Emmy
  - Daytime Emmy Award per l'Outstanding Performer in a Children/Youth/Family Special a Stockard Channing
  - Candidato al Daytime Emmy Award per l'Outstanding Performer in a Children/Youth/Family Special a Ron Silver

- 2005 - Directors Guild of America Award
  - Candidato al DGA Award per l'Outstanding Directorial Achievement in Children's Programs a Lee Rose

- 2005 - GLAAD Media Awards
  - GLAAD Media Award per il miglior film per la televisione

- 2005 - Young Artist Awards
  - Candidato al Young Artist Award per la miglior performance in un Film TV, Miniserie o Special - Giovane attore protagonista ad Anton Yelchin